# Jean-François Millier
Jean-François Millier (* 14. Oktober 1944 in Chenac-Saint-Seurin-d’Uzet, Charente-Maritime; † 3. Dezember 2007 in Paris) war ein französischer Kulturmanager.
Nach einem Studium der Literaturwissenschaften und einer Ausbildung am Theater begann er seine berufliche Laufbahn als Assistent des Regisseurs Henri Colpi. 1969 wurde er Manager der ersten ständigen französischen Compagnie, die sich dem zeitgenössischen Tanz widmete, der Compagnie Félix Blaska. 1974 initiierte er, parallel zum dortigen Theaterfestival, in Avignon ein Musik- und Chansonfest.
Danach war er Produzent und Veranstalter, unter anderem für Léo Ferré, Claude Nougaro, Jacques Higelin und Bernard Lavilliers. Von 1980 bis 1984 war er Leiter des Théâtre du Palais des glaces in Paris. In den Jahren danach organisierte er eine große Zahl französischer und internationaler Ereignisse für das französische Kulturministerium. Auf eigene Rechnung veranstaltete er den Marché international des arts du spectacle (internationaler Markt der darstellenden Künste), MARS, in La Villette.
Daneben wirkte er von 1994 bis 1998 als Hochschullehrer für europäisches Kulturmanagement an der Universität Paris-VIII.
Ab 2001 veranstaltete er auch Zusammenkünfte zum Thema Architektur. Sein letztes großes Projekt war 2006 die erste Biennale in Saint-Étienne.
Die Tageszeitung Le Monde würdigt ihn als Persönlichkeit der französischen Kultur, Mann der Erneuerung und des Nachdenkens über die Demokratisierung der Kultur (figure du milieu culturel français, homme d'innovation et de reflexion sur la démocratisation de la culture).